# 双井桥
39°53′31″N 116°27′19″E / 39.89208°N 116.45529°E

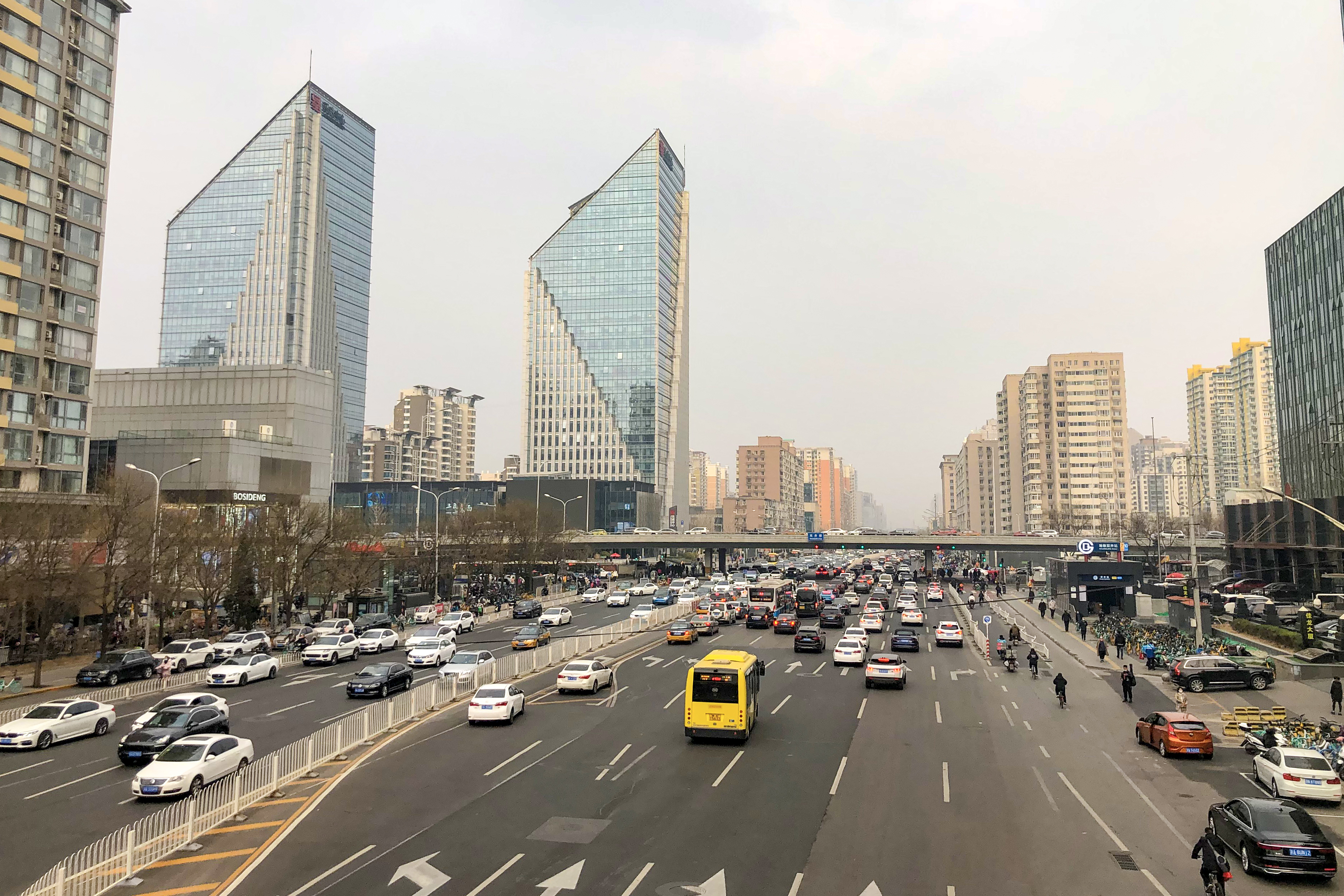
双井桥西

双井桥位于北京市朝阳区双井街道，是东三环中路－东三环南路（东西向）和广渠门外大街－广渠路（南北向）交汇处的一座立交桥。该桥是一座分离式立交桥，长317米，宽26米。于1993年建成。